# Patera (architettura)
La pàtera è un bassorilievo ornamentale di forma circolare tipico della laguna veneta, risalente al periodo che va dalla fine del X secolo alla fine del XIII secolo, anche se fino al XV secolo furono scolpite delle patere che ricalcavano e imitavano i soggetti del precedente periodo veneto-bizantino. 

## Descrizione

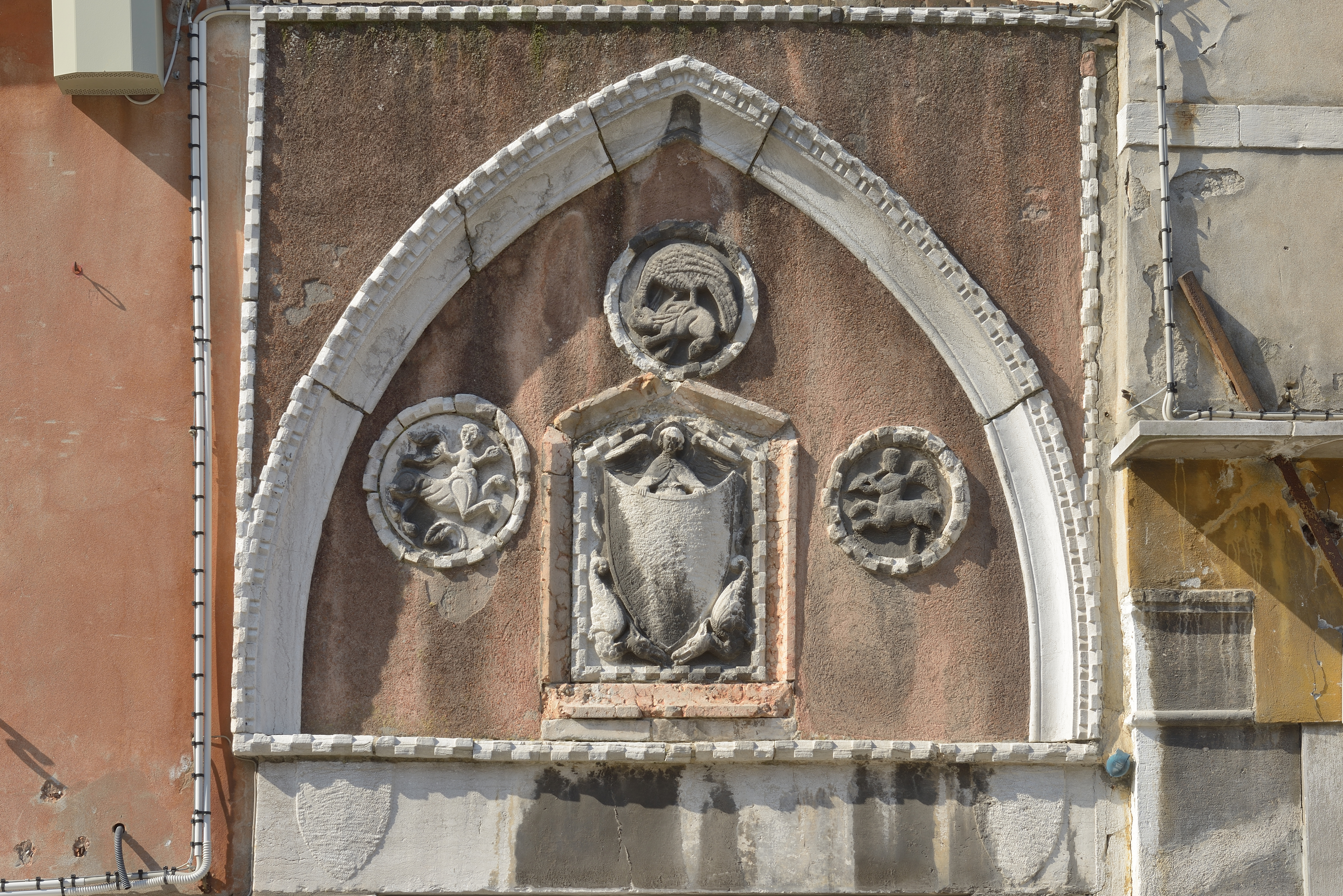
Arco gotico con tre patere lungo la Strada Nova a Venezia

La patera, applicata all'esterno sia delle architetture civili (pubbliche e private) che nell'architettura sacra (come la basilica di San Marco), veniva realizzata in marmo greco dal colore grigiastro o in pietra d'Istria, materiali che meglio si adattavano al microclima della laguna fornendo una maggiore resistenza alla corrosione determinata dall'aria ricca di salsedine (a differenza del ben più famoso marmo bianco di Carrara).

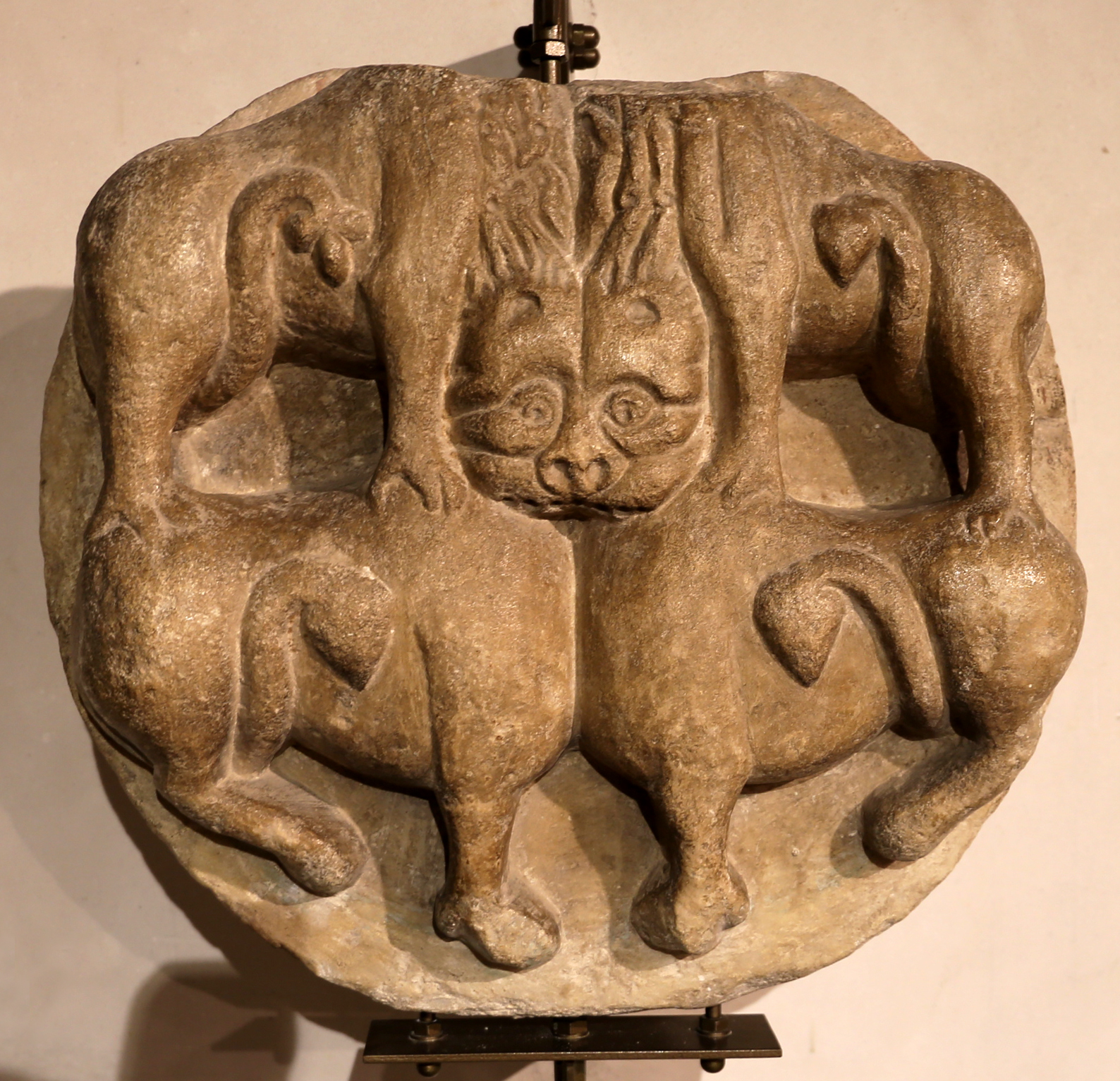
Patera veneziana in marmo greco, XII secolo, con quattro leoni dall'unica testa

La patera raggiungeva un diametro variabile tra i 20 e gli 80 cm, mentre lo spessore in genere si aggirava intorno ai 10 cm.
Il soggetto rappresentato nel bassorilievo era generalmente di tipo zoomorfo, ma si ritrovano anche patere con soggetti fitomorfici con temi floreali e vegetali e patere con raffigurazioni geometriche.
Sono stati individuati e catalogati circa centocinquanta temi iconografici e data la varietà e quantità sono considerate uno dei più ricchi bestiari tramandati e visibili nelle facciate delle case di Venezia. Il soggetto più riprodotto è l'aquila che ghermisce una lepre: l'aquila simbolo della virtù trionfa sulla lussuria rappresentata dalla lepre. 
Lo stile con cui vengono eseguite le patere realizza la fusione della sensibilità cristiano-orientale di ascendenza bizantina e del gusto romanico-occidentale, soprattutto in alcuni motivi zoomorfici. Solo in una città come Venezia, crocevia di cultura, commerci, gusto e sensibilità orientali e occidentali, poteva compiere nelle patere una sintesi artistica con l'originale commistione e interpretazione di repertori così lontani e diversi. 
Il tipo di rappresentazione forse era legato a una funzione apotropaica ma rappresentava soprattutto una rappresentazione della lotta del bene contro il male.

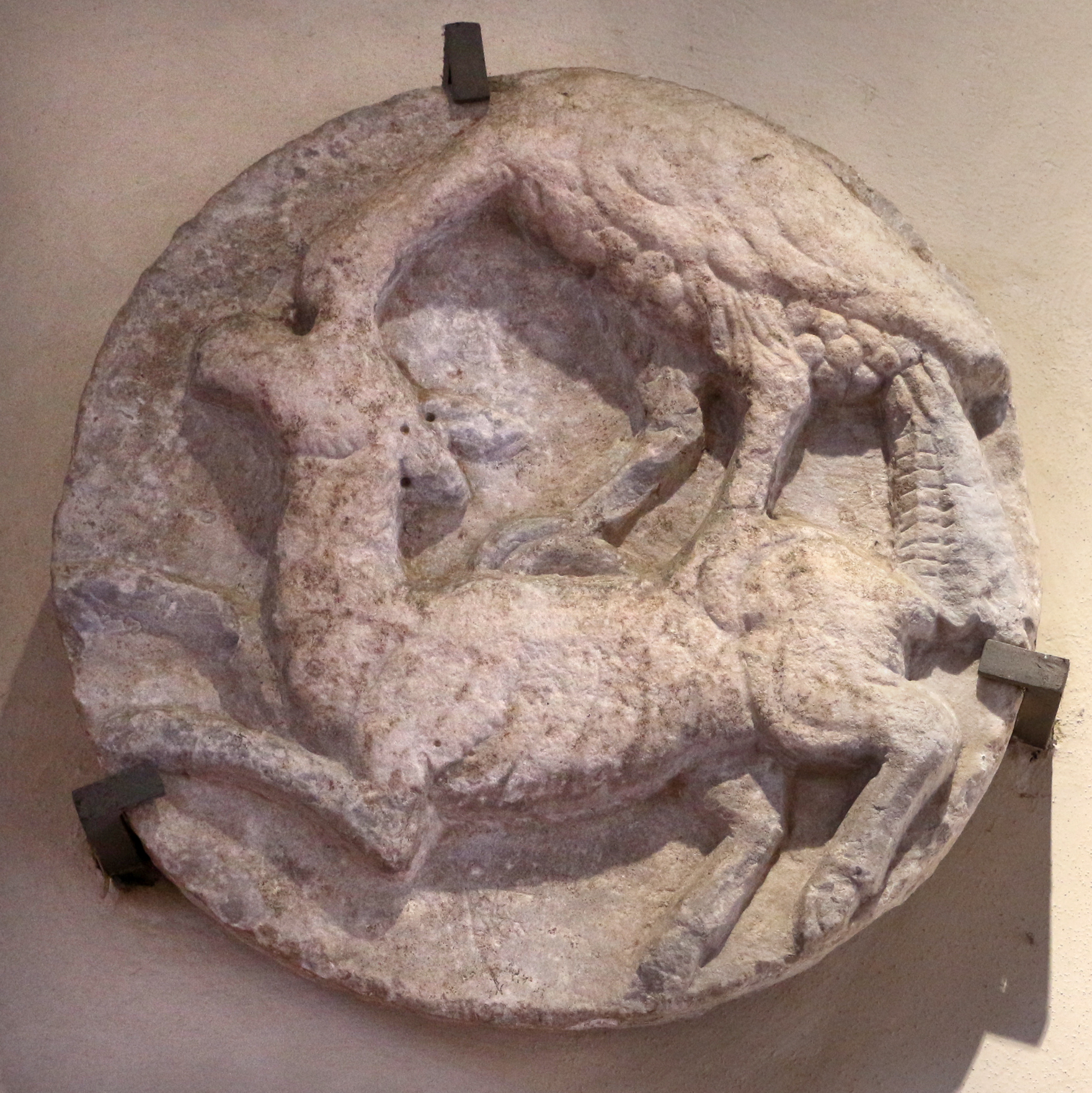
Aquila che artiglia un cerbiatto

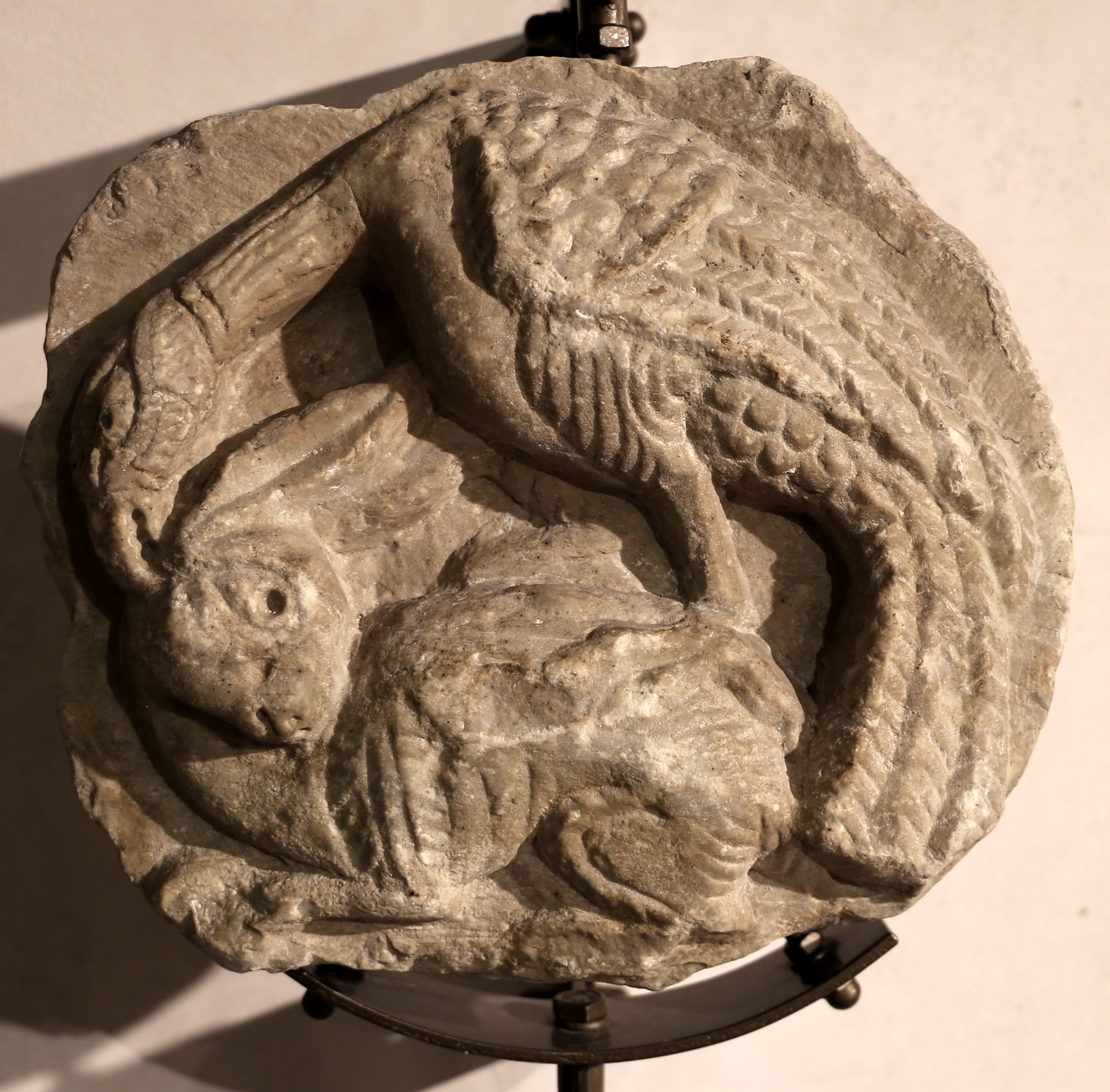
Patera veneziana in marmo greco, XII secolo, con uccello rapace e lepre

Le patere più antiche sono comprese tra la fine del X secolo e la prima metà dell'XI secolo: hanno forme più stilizzate, non sono mai a fondo concavo, il modellato è piatto e il pelo degli eventuali animali è realizzato con piccoli solchi; per rendere la forma anatomica viene usato l'espediente dell'incisione, non del modellato aggettante. In questa fase cronologica non c'è la cornice con la dentellatura marginale, come invece sarà in voga nel XII secolo, quando la resa sarà più naturalistica e a volte realizzata con l'uso del trapano. Le patere scolpite nei secoli XII-XII presentano la dentellatura, il bordo della cornice costituito da ornamenti a forma di denti: la dentellatura "a scacchiera" ha i dentelli quadrati. Per quanto riguarda la presenza e la diffusione delle patere nel tessuto della città di Venezia si nota che le patere più antiche sono presenti nelle zone dove è più antico l'insediamento urbano.
Il significato figurativo delle rappresentazioni zoomorfe hanno riminescenze orientali e si rifanno al simbolismo cristiano dei primi secoli. Nell'uccello o nell'aquila che ghermisce un animale si raffigura il bene che vince il male. La colomba simboleggia l'innocenza, il candore spirituale, la santità , l'amore e altre umili virtù. I trampolieri raffigurano la pietà filiale, i galli simboleggiano la vigilanza e la luce, mentre nei grifoni ci sono due significati contrapposti: nel senso buono raffigurano il Salvatore, mentre in quello contrario rappresentano il demonio. La lepre ed il coniglio alludono alla lussuria, la civetta all'avarizia, il serpente allo spirito maligno..

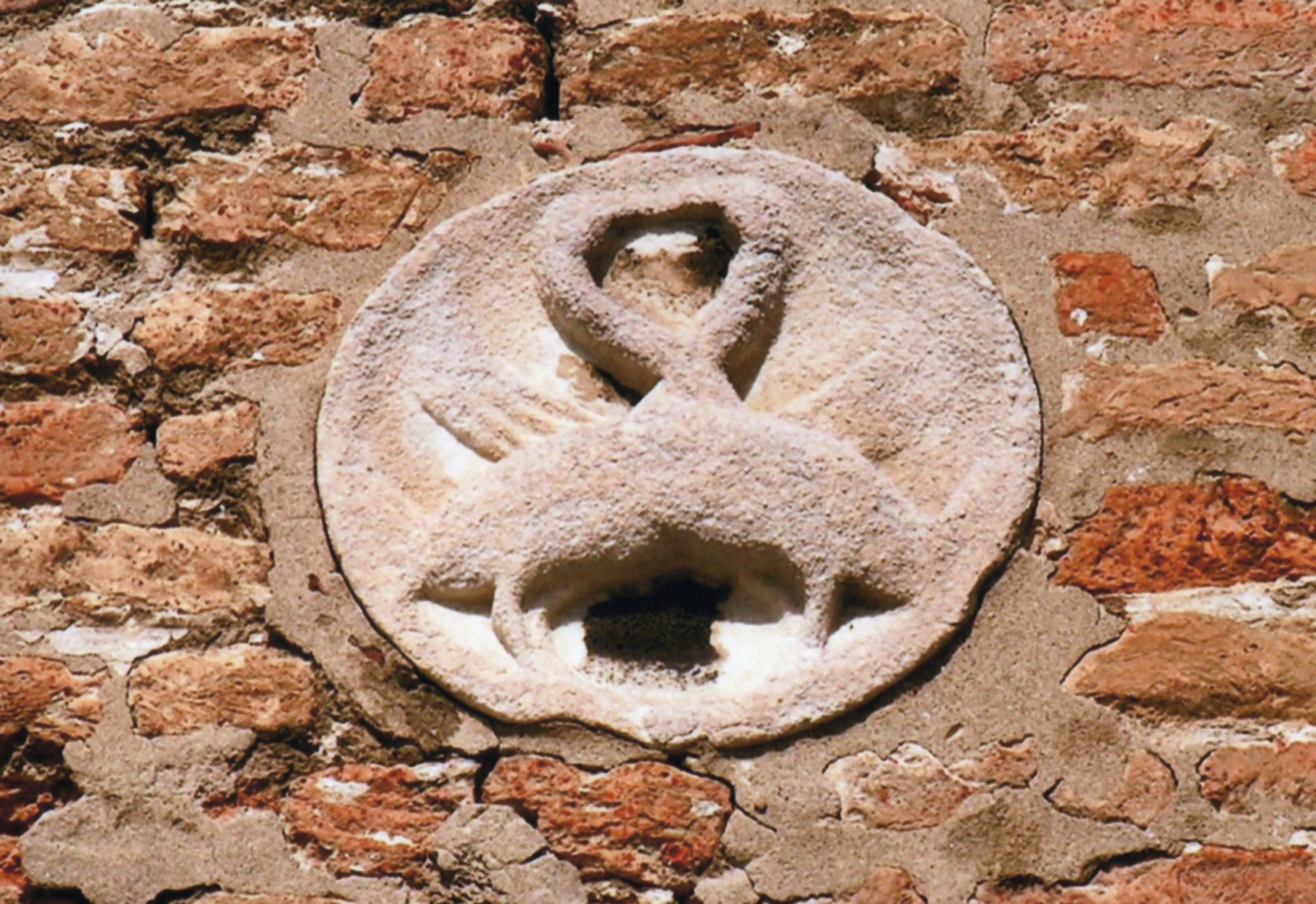
Fenicotteri con il collo attorcigliato

Altre figure rappresentate sono: fenicotteri e gru che si fronteggiano con i colli attorcigliati; uccelli affrontati che beccano in un cespo vegetale posto al centro del rilievo; inoltre troviamo lupi, cani, leoni. Non mancano esempi di patere con animali fantastici e mitologici come i draghi, le arpie, i centauri e le sirene.

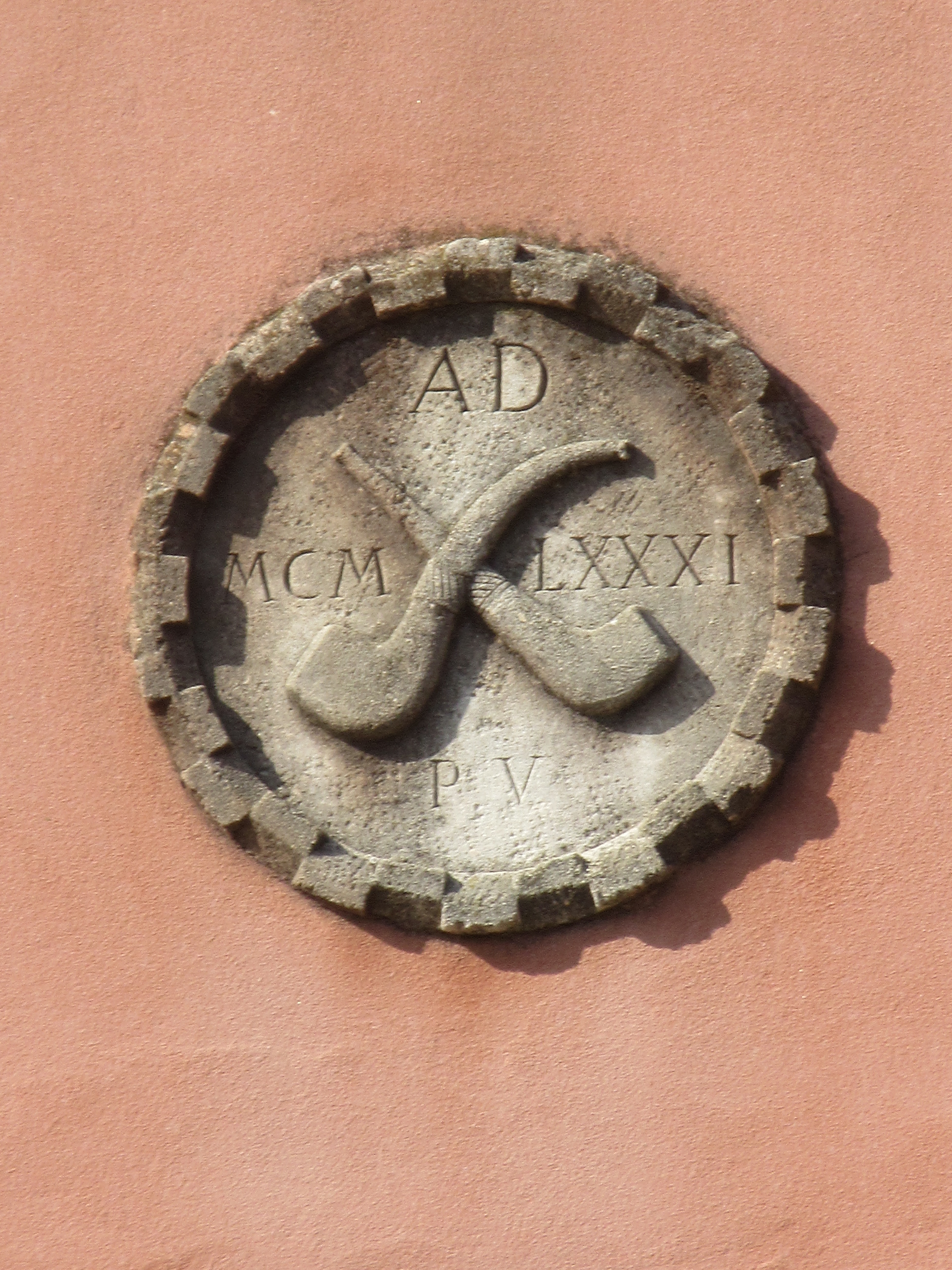
Patera del 1981 con due pipe intrecciate

L'attribuzione cronologica delle patere si presenta difficoltosa. Il gusto per la contraffazione, lo stato di conservazione non sempre perfetto, la posizione difficile o inaccessibile, la pratica molto diffusa a Venezia di utilizzare materiali e inserti decorativi provenienti da edifici demoliti rendono difficile la datazione delle patere infisse nelle murature esterne degli edifici. Si può escludere però che la produzione delle patere abbia inizio prima della fine del sec. X, periodo i cui si fa sentire l'influsso dei modelli bizantini.
Le patere più antiche di Venezia si trovano in Calle dei Proverbi ai Santi Apostoli nel sestiere di Cannaregio: sono di marmo greco della seconda metà del sec. X.
In tempi recenti le copie delle antiche patere zoomorfe sono state realizzate nella più comune ed economica pietra d'Istria; altre patere invece hanno delle riproduzioni con i soggetti più disparati: dal leone in moleca alla patera del 1981 in Fondamenta della fornace a Dorsoduro con due pipe intrecciate.

## Galleria d'immagini

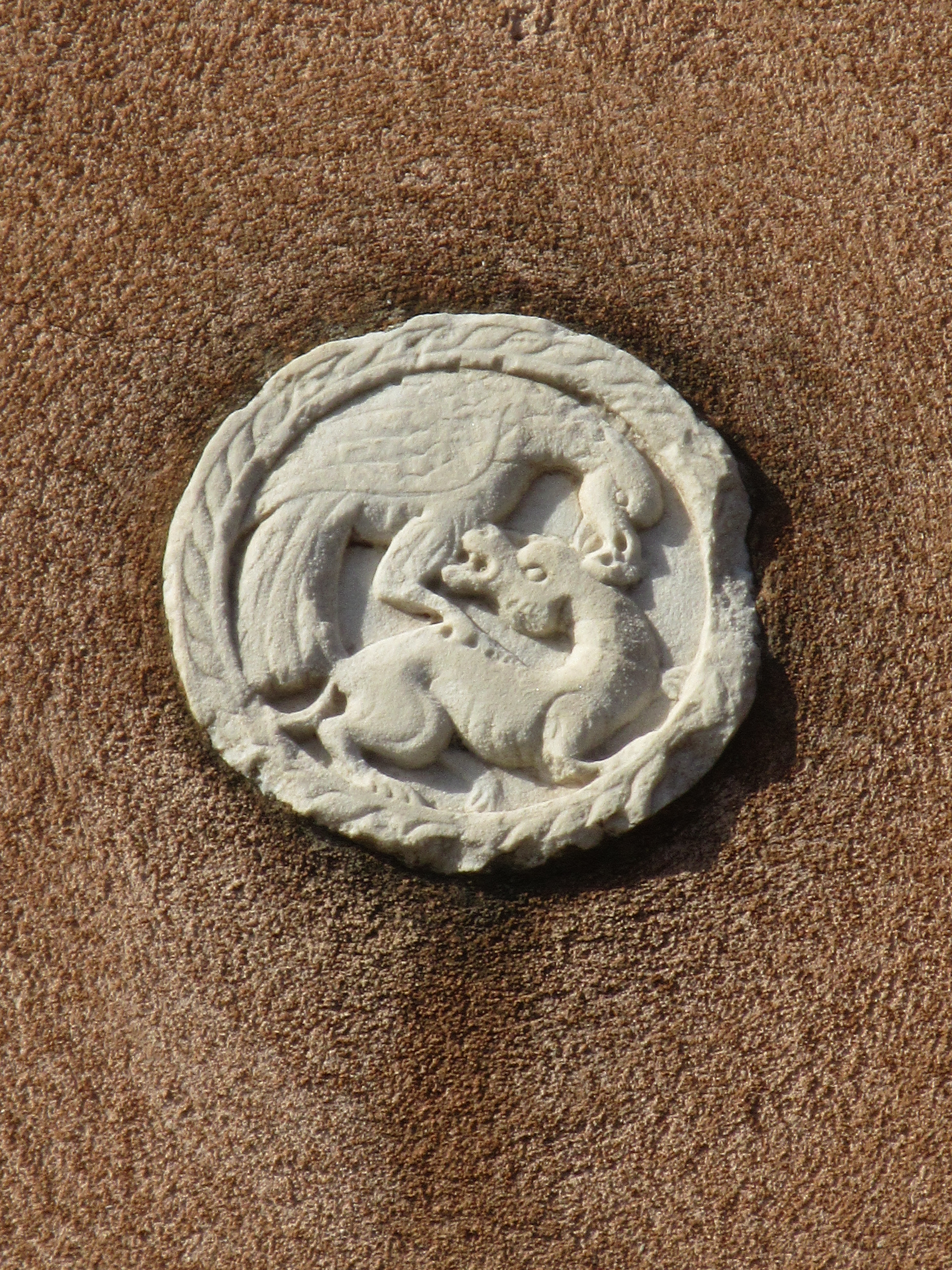
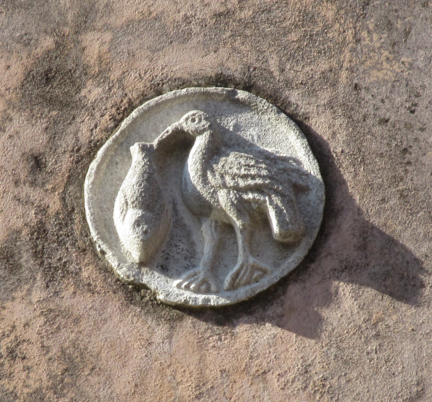
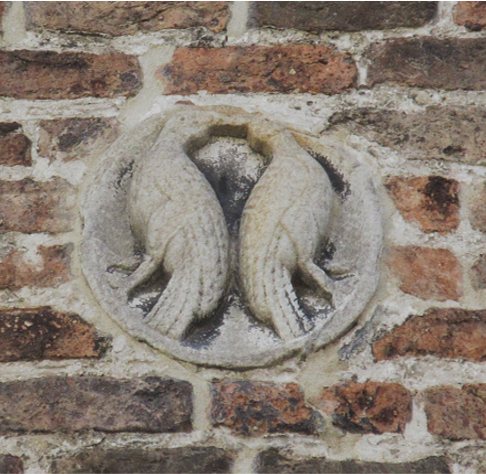
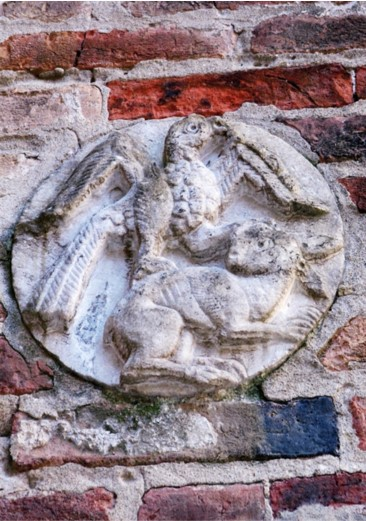
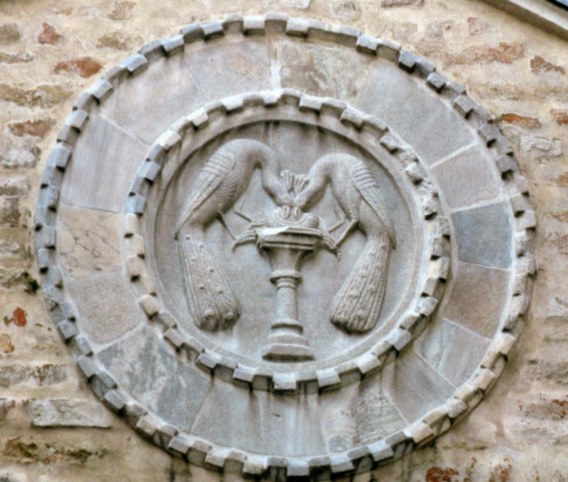